# Rostfläck
Rostfläck (Arthonia vinosa) är en lavart som beskrevs av William Allport Leighton. 
Rostfläck ingår i släktet Arthonia och familjen Arthoniaceae.  Arten är reproducerande i Sverige. Inga underarter finns listade i Catalogue of Life.